# Arothron manilensis
Arothron manilensis és una espècie de peix de la família dels tetraodòntids i de l'ordre dels tetraodontiformes.

## Morfologia
- Els mascles poden assolir 31 cm de longitud total.[1][2]

## Hàbitat
És un peix de clima tropical i associat als esculls de corall que viu entre 2-20 m de fondària.

## Distribució geogràfica
Es troba des de Borneo, les Filipines i el nord-oest d'Austràlia fins a Samoa, les illes Ryukyu, Nova Gal·les del Sud (Austràlia) i Tonga.

## Observacions
És inofensiu per als humans.